# Pteridotelus pupillatus
Pteridotelus pupillatus är en skalbaggsart som beskrevs av Lacordaire 1872. Pteridotelus pupillatus ingår i släktet Pteridotelus och familjen långhorningar. Inga underarter finns listade i Catalogue of Life.